# Mohamed Amissi
Mohamed Amissi (Antwerpen, 3 augustus 2000) is een Burundees-Belgisch voetballer die als aanvaller bij Modern Sport FC speelt.

## Carrière
Mohamed Amissi speelde in de jeugd van Beerschot AC en RSC Anderlecht. Van 2014 tot 2019 speelde hij in de jeugdopleiding van NAC Breda, waarna hij transfervrij naar Heracles Almelo vertrok. Hier speelt hij in het tweede elftal, maar zat ook bij de selectie van het eerste elftal. Hij debuteerde voor Heracles op 20 september 2020, in de met 4-0 verloren uitwedstrijd tegen Willem II. Hij kwam in de 57e minuut in het veld voor Delano Burgzorg. In het begin van het seizoen 2021/22 kwam hij regelmatig als invaller in het veld bij Heracles, maar na een schouderblessure kwam hij nauwelijks meer in actie. In de winterstop vertrok hij naar Roda JC Kerkrade, waar hij een contract voor anderhalf jaar tekende. Bij Roda kwam hij dertien keer in actie als invaller. In het seizoen 2022/23 maakte hij geen deel meer uit van de eerste selectie van Roda en werd zijn contract ontbonden. In de winterstop sloot hij aan bij het Portugese União Leiria.

### Statistieken
| Seizoen                        | Club             | Land           | Competitie     | Competitie | Competitie | Beker | Beker | Overig | Overig | Totaal | Totaal |
| Seizoen                        | Club             | Land           | Competitie     | Wed.       | Dlp.       | Wed.  | Dlp.  | Wed.   | Dlp.   | Wed.   | Dlp.   |
| ------------------------------ | ---------------- | -------------- | -------------- | ---------- | ---------- | ----- | ----- | ------ | ------ | ------ | ------ |
| 2019/20                        | Heracles Almelo  | Nederland      | Eredivisie     | 0          | 0          | 0     | 0     | –      | –      | 0      | 0      |
| 2020/21                        | Heracles Almelo  | Nederland      | Eredivisie     | 2          | 0          | 0     | 0     | –      | –      | 2      | 0      |
| 2021/22                        | Heracles Almelo  | Nederland      | Eredivisie     | 8          | 0          | 1     | 0     | –      | –      | 9      | 0      |
| 2021/22                        | Roda JC Kerkrade | Nederland      | Eerste divisie | 12         | 0          | 0     | 0     | 1      | 0      | 13     | 0      |
| 2022/23                        | Roda JC Kerkrade | Nederland      | Eerste divisie | 0          | 0          | 0     | 0     | –      | –      | 0      | 0      |
| 2022/23                        | União Leiria     | Portugal       | Liga 3         | 2          | 0          | 0     | 0     | –      | –      | 2      | 0      |
| Carrièretotaal                 | Carrièretotaal   | Carrièretotaal | Carrièretotaal | 24         | 0          | 1     | 0     | 1      | 0      | 26     | 0      |
| Bijgewerkt op 20 februari 2023 |                  |                |                |            |            |       |       |        |        |        |        |

### Interlandcarrière
Door zijn Burundese moeder kan de in België geboren Amissi uitkomen voor nationale elftallen van Burundi. In februari 2019 speelde hij met het Burundees voetbalelftal onder 20 op het Afrikaans kampioenschap voetbal onder 20. In juni 2019 werd hij geselecteerd voor het Burundees voetbalelftal, om uit te komen op het Afrikaans kampioenschap voetbal 2019. Hij debuteerde voor Burundi op 11 juni 2019, in de met 1-1 gelijkgespeelde oefenwedstrijd tegen Algerije in Doha.

| Interlands van Mohamed Amissi voor Burundi | Interlands van Mohamed Amissi voor Burundi | Interlands van Mohamed Amissi voor Burundi | Interlands van Mohamed Amissi voor Burundi | Interlands van Mohamed Amissi voor Burundi | Interlands van Mohamed Amissi voor Burundi | Interlands van Mohamed Amissi voor Burundi |
| №                                          | Datum                                      | Wedstrijd                                  | Uitslag                                    | Soort wedstrijd                            | Doelpunten                                 |                                            |
| Als speler bij NAC Breda                   | Als speler bij NAC Breda                   | Als speler bij NAC Breda                   | Als speler bij NAC Breda                   | Als speler bij NAC Breda                   | Als speler bij NAC Breda                   | Als speler bij NAC Breda                   |
| ------------------------------------------ | ------------------------------------------ | ------------------------------------------ | ------------------------------------------ | ------------------------------------------ | ------------------------------------------ | ------------------------------------------ |
| 1.                                         | 11 juni 2019                               | Algerije – Burundi                         | 1 – 1                                      | Vriendschappelijk                          | 0                                          |                                            |
| 2.                                         | 17 juni 2019                               | Tunesië – Burundi                          | 2 – 1                                      | Vriendschappelijk                          | 0                                          |                                            |
| 3.                                         | 22 juni 2019                               | Nigeria – Burundi                          | 1 – 0                                      | Africa Cup 2019                            | 0                                          |                                            |
| 4.                                         | 27 juni 2019                               | Madagaskar – Burundi                       | 1 – 0                                      | Africa Cup 2019                            | 0                                          |                                            |
| 5.                                         | 30 juni 2019                               | Burundi – Guinee                           | 0 – 2                                      | Africa Cup 2019                            | 0                                          |                                            |
| 6.                                         | 4 september 2019                           | Burundi – Tanzania                         | 1 – 1                                      | WK 2022 Kwalificatie                       | 0                                          |                                            |
| 7.                                         | 8 september 2019                           | Tanzania – Burundi                         | 1 – 1                                      | WK 2022 Kwalificatie                       | 0                                          |                                            |
| 8.                                         | 13 november 2019                           | Centraal-Afrikaanse Republiek – Burundi    | 2 – 0                                      | Africa Cup 2021 Kwalificatie               | 0                                          |                                            |
| 9.                                         | 19 november 2019                           | Burundi – Marokko                          | 0 – 3                                      | Africa Cup 2021 Kwalificatie               | 0                                          |                                            |
| 10.                                        | 11 oktober 2020                            | Tanzania – Burundi                         | 0 – 1                                      | Vriendschappelijk                          | 0                                          |                                            |
| 11.                                        | 26 maart 2021                              | Burundi – Centraal-Afrikaanse Republiek    | 2 – 2                                      | Africa Cup 2021 Kwalificatie               | 0                                          |                                            |
| 12.                                        | 30 maart 2021                              | Marokko – Burundi                          | 1 – 0                                      | Africa Cup 2021 Kwalificatie               | 0                                          |                                            |
| 13.                                        | 13 november 2021                           | Burundi – Myanmar                          | 2 – 1                                      | Vriendschappelijk                          | 0                                          |                                            |
| 14.                                        | 26 maart 2022                              | Bahrein – Burundi                          | 1 – 0                                      | Vriendschappelijk                          | 0                                          |                                            |
| 15.                                        | 29 maart 2022                              | Liberia – Burundi                          | 1 – 2                                      | Vriendschappelijk                          | 0                                          |                                            |
| 16.                                        | 4 juni 2022                                | Namibië – Burundi                          | 1 – 1                                      | Africa Cup 2023 Kwalificatie               | 0                                          |                                            |
| 17.                                        | 8 juni 2022                                | Burundi – Kameroen                         | 0 – 1                                      | Africa Cup 2023 Kwalificatie               | 0                                          |                                            |
| 18.                                        | 16 november 2022                           | Ivoorkust – Burundi                        | 4 – 0                                      | Vriendschappelijk                          | 0                                          |                                            |